# Klaus Schmidt (matemático)
Klaus D. Schmidt (25 de setembro de 1943) é um matemático austríaco, professor aposentado da Faculdade de matemática da Universidade de Viena.
Após estudar matemática na Universidade de Viena obteve um doutorado em 1968, orientado por Edmund Hlawka. Ocupou cargos de professor visitante na Universidade Técnica de Viena, Universidade de Manchester em 1969, Bedford College (Londres) (1969-1974) e na Universidade de Warwick de 1974 a 1994, após o que voltou para a Universidade de Viena. Aposentou-se em 2009. Em 1975/76 K. R. Parthasarathy convidou Klaus Schmidt para passar 7 meses no novo Centro Delhi do Indian Statistical Institute (Parthasarathy estava então trabalhando no Instituto Indiano de Tecnologia, Delhi).
Em 1994 foi agraciado com o Prêmio Ferran Sunyer i Balaguer. É membro da Academia Austríaca de Ciências.

## Publicações
- Positive definite kernels, continuous tensor products, and central limit theorems in probability theory (com K. R. Parthasarathy). Lecture Notes in Mathematics, Vol 272, Springer Verlag 1972.[3]
- Cocycles of ergodic transformation groups. Lecture Notes in Mathematics, Vol 1, MacMillan (India) 1977.
- Amarts and set function processes (with Allen Gut). Lecture Notes in Mathematics, Vol 1042, Springer-Verlag 1983. ISBN 3-540-12867-0.[4]
- Algebraic Ideas in Ergodic Theory. CBMS Lecture Notes, Vol 76, Amer. Math Soc. 1990.[5]
- Dynamical systems of algebraic origin. Progress in Mathematics, Vol 128, Birkhauser Verlag 1995. Schmidt, Klaus (5 de janeiro de 2012). 2012 reprint. [S.l.: s.n.] ISBN 9783034802765[6]